# Шарлотта Лінк
Шарлотта Лінк (нім. Charlotte Link; нар. 5 жовтня 1963, Франкфурт-на-Майні — сучасна німецька письменниця, одна з найпопулярніших в Німеччині в даний час.

## Біографія
Шарлотта Лінк народилася в сім'ї письменниці Альмут Лінк. Середню освіту отримала в містечку Узинген. Батько дівчини був суддею в земельному суді, і - слідуючи сімейній традиції - Шарлотта поступає на юридичний факультет університету у Франкфурті-на-Майні, де провчилася три роки. Ще однією причиною вибору юридичної освіти було бажання компетентно брати участь у боротьбі на захист тварин. У 1986 році Шарлотта Лінк переїжджає в Мюнхен, де вивчає літературу та історію.
Писати художню прозу Шарлотта почала в 16 років, її перший твір вийшов друком, коли письменниці виповнилося 19. Як автор вона найбільш відома у створенні романів по тематиці «суспільна драма» і «психологічний трилер». Серед найбільш відомих її творів слід відзначити трилогію «Час бурі» (Sturmzeit), згодом екранізовану як серіал з п'яти частин на німецькому телеканалі ZDF. Роман «Господиня розарію» (Die Rosenzüchterin), створений у 2000 році, декілька тижнів очолював список бестселерів журналу «Spiegel». Роман «Кінець мовчання» у 2004 році був номінований за категорією белетристика на Німецьку національну книжкову премію. У 2007 письменниця за свій внесок в сучасну німецьку літературу була нагороджена премією «Золоте перо» (Goldene Feder).
За мотивами романів Шарлотти Лінк на різних німецьких телеканалах в період з 1999 по 2018 рік були зняті понад два десятки фільмів і серіалів. Загальний наклад її творів, які вийшли друком перевищує 20 мільйонів примірників.
Письменниця є активістом руху за захист прав тварин, на допомогу бездомним вуличним тваринам в Туреччині та в Іспанії. Вона також проводить мовні курси для біженців.

## Твори

### Романи
- «Сон Кромвеля, або прекрасна Олена» ( Cromwells Traum oder Die schöne Helena ), 1985
- «Якщо любов не закінчується» ( Wenn die Liebe nicht endet ), 1986
- «Зірки Мармалона» ( Die Sterne von Marmalon ), 1987
- «Заборонені шляхи» ( Verbotene Wege ), 1987
- «Гра тіней» ( Schattenspiel ), 1993
- «Гріхи ангелів» ( Die Sünde der Engel ), 1996.
- «Шанувальник» ( Der Verehrer ), 1998.
- «Будинок сестер» ( Das Haus der Schwestern ), 1999
- «Заблудження» («Обман»), 2002
- «Кінець мовчання» ( Am Ende des Schweigens ), 2003
- «Незнайомець» ( Der fremde Gast ), 2005
- «Острів» ( Die Insel ), 2006
- «Ехо провини» ( Das Echo der Schuld ), 2006
- «Останній слід» ( Die letzte Spur ), 2008
- «Інший дитина» ( Das andere Kind ), 2009
- «Спостерігач» ( Der Beobachter ), 2011
- «У долині лиса» ( Im Tal des Fuchse ), 2012
- «Обдурені» ( Die Betrogene ), 2015
- «Рішення» ( Die Entscheidung ), 2016
- «Пошуки» ( Die Suche ), 2018

### Sturmzeit-трилогія
- «Час бурі» ( Sturmzeit ), 1989
- «Дикі люпини» ( Wilde Lupinen ), 1992
- «Час спадкоємців» ( Die Stunde der Erben ), 1994

### Автобіографічні
- "Шість років. Прощання з сестрою »( Sechs Jahre. Der Abschied von meiner Schwester ), 2014

### Молодіжна серія книг
- «Таємнича шпигунка» ( Die geheimnisvolle Spionin ), 1990, перевидано:  Mitternachtspicknick  2010
- «Діаманти прекрасної Іоанни» ( Die Diamanten der schönen Johanna ), 1990. / перевидано:  Diamantenraub  2010
- «Сніг з ясного неба» ( Schnee aus heiterem Himmel ), 1991 / перевидано:  Mondscheingeflüster  2010